# 山東女子学院
山東女子学院（さんとうじょしがくいん）は、中国山東省済南市にある公立大学である。学校は現在、市内の中央キャンパスと長清キャンパスの2つのキャンパスを持っている。山東省の唯一の女子大学である。山東省婦女連合会の元の女子大学として設立され、条件付き共学化している。 

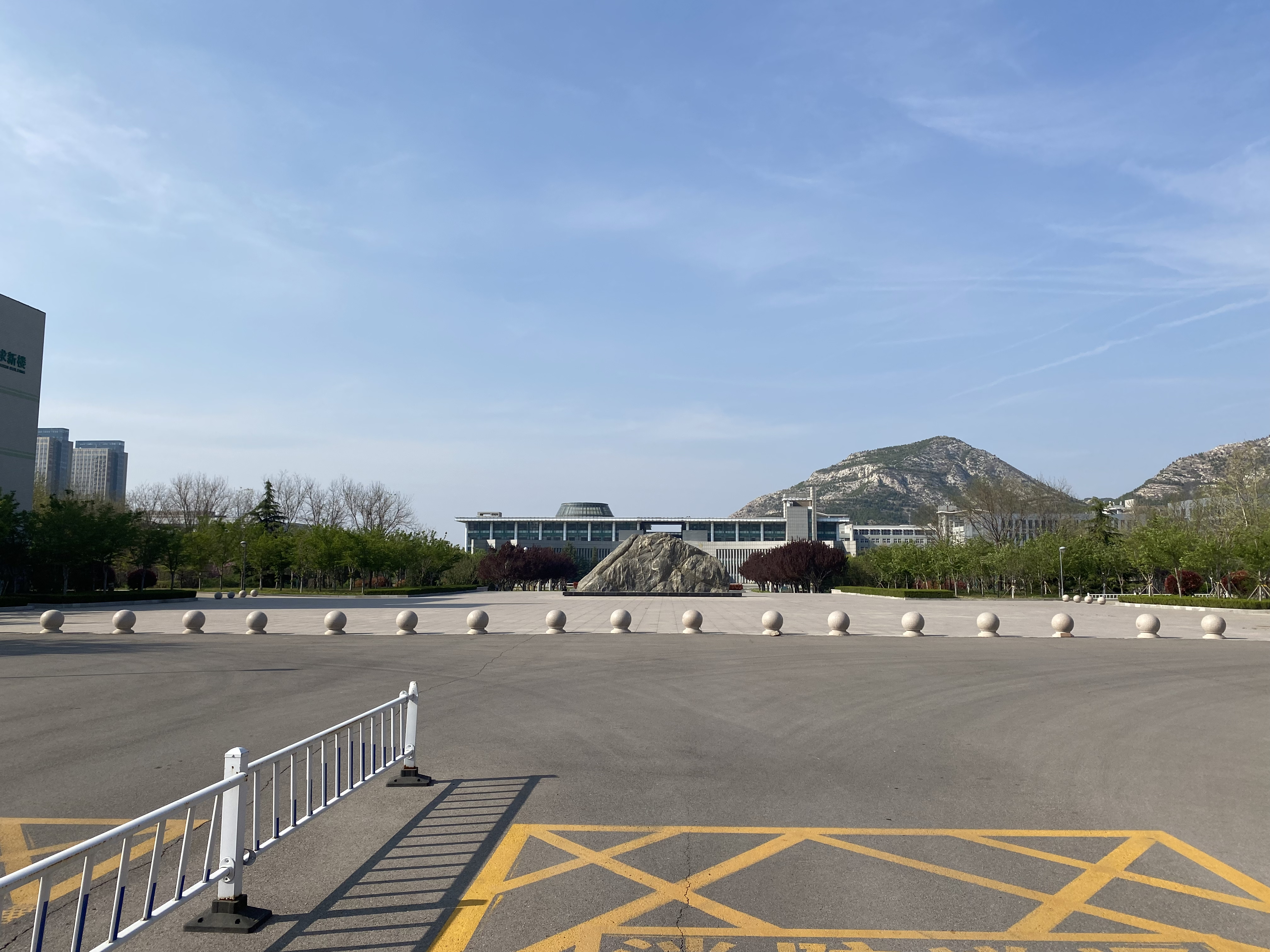
キャンパスの南方面から図書館を眺める

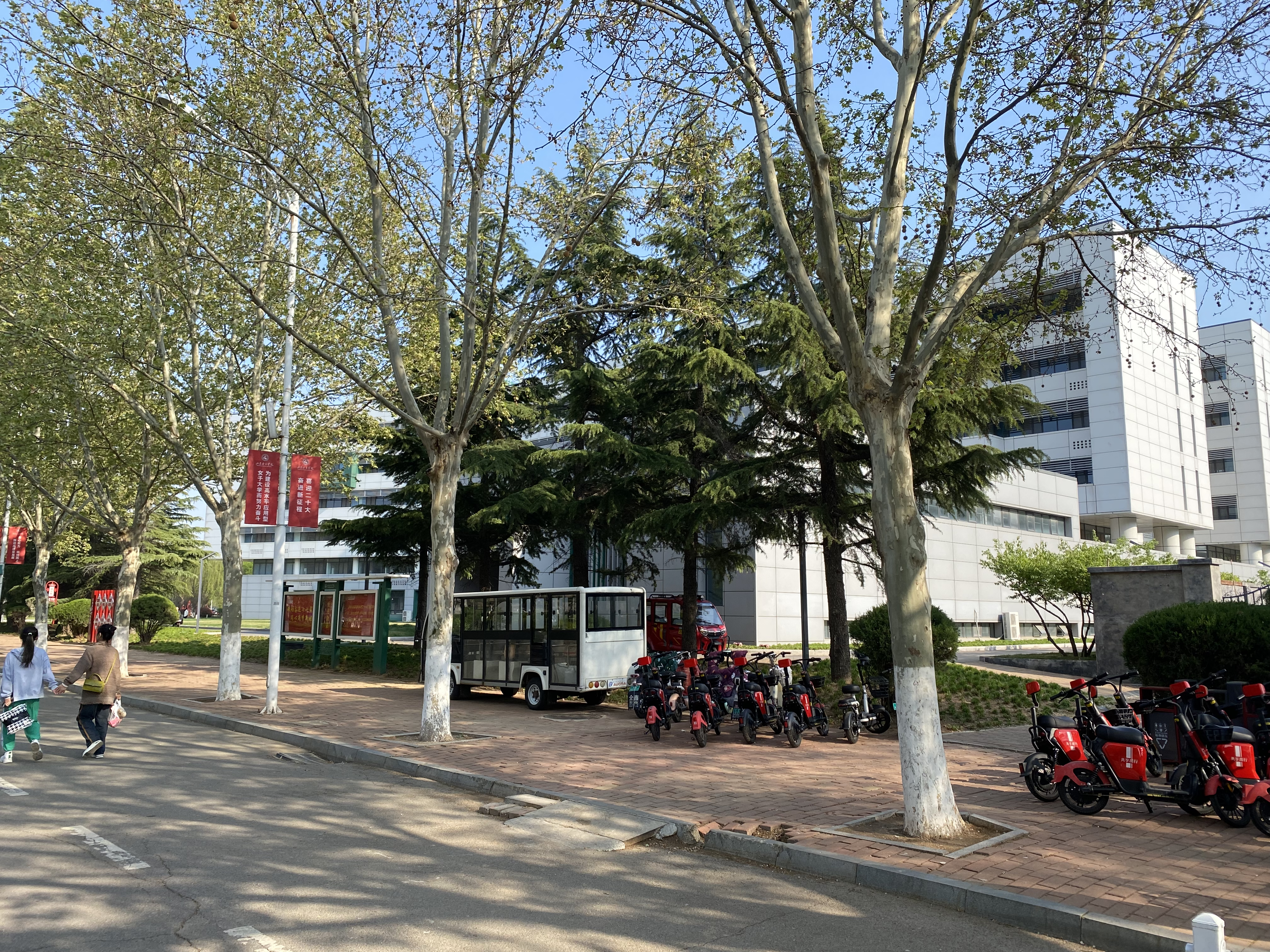
教学棟

学院は1952年に創立され、2010年に山東女子学院に改名された。 

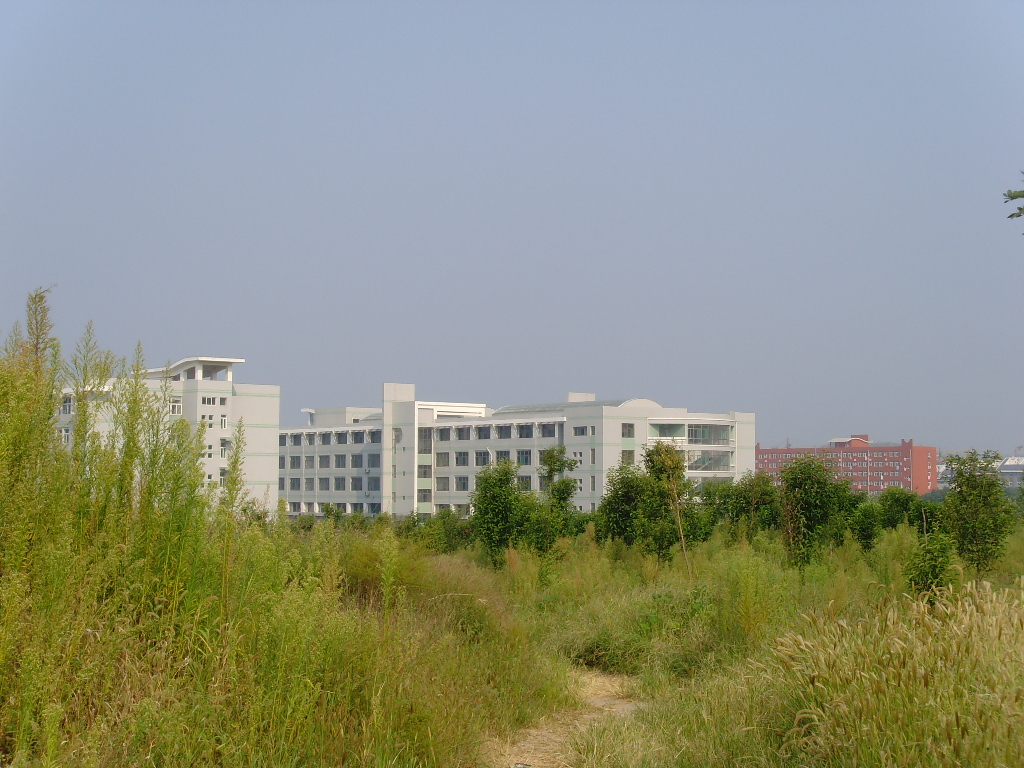
山東女子学院長清キャンパスマウンテンビュー

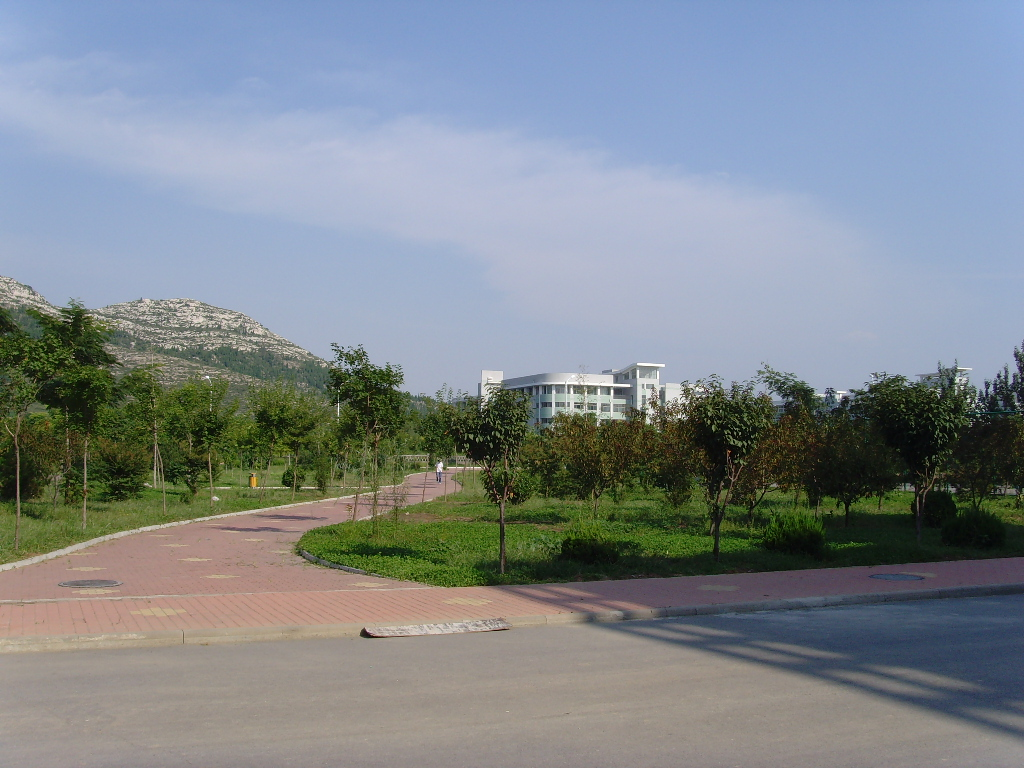
山東女子学院長清キャンパスの夏の写真

2022年10月に、創立70周年を迎える。

## 基本情報
学部生は約15,000人、専任教員は736人となる（2021年現在）。文学、教育学、コンピューターサイエンス学、保育、経営などの学院専攻を設置している。幼児教育学と社会工作学が山東省省級ブランド・特別専攻となる。
2022年、女性学専攻を設置、1期生が入学。

### キャンパス
- 玉函路キャンパス：旧キャンパス、今は学校本部のみ
  - 山東省済南市玉函路45号
- 長清キャンパス：新キャンパス、メインキャンパスとなる
  - 山東省済南市長清大学科技園大学路2399号

長清大学科技園にある大学として、長青連盟に加盟している。